# اوره (یکای پول)
اوره (جمع øre، تلفظ نروژی: [ˈø̀:rə]) یکای جزء کرون دانمارک و کرون نروژ است. در تقسیم کرون فارو oyra نامیده می‌شود، اما با ارزش سکه دانمارک برابر است. پیش‌تر نیز یکای جزء کرون سوئد و کرونای ایسلند بوده‌است. نام øre / öre از واژه لاتین aereus / aurum گرفته شده و به معنی طلا است.